# Arawacus aetolus
Arawacus aetolus is een vlinder uit de familie van de Lycaenidae. De wetenschappelijke naam van de soort werd als Papilio aetolus in 1776 gepubliceerd door Johann Heinrich Sulzer.

## Synoniemen
- Papilio linus Fabricius, 1776
  - = Polyommatus lincus Godart, 1824, spelfout voor linus
- Papilio amelia Herbst, 1804